# Quando viene sera
Quando viene sera è il dodicesimo album del gruppo musicale italiano Nomadi, pubblicato in Italia nel 1986.

## Il disco
Nel periodo di uscita del disco non si respirava un buon clima all'interno del gruppo, e il titolo venne scelto proprio perché si aveva l'impressione che il viaggio fosse ormai al termine e che quindi, sui Nomadi, fosse calata la sera.
L'album presenta arrangiamenti marcatamente rock rispetto al passato. Infatti le chitarre vengono spesso suonate con generose distorsioni, come nell'introduzione di Aiutala. Per la prima ed unica volta, inoltre, i Nomadi utilizzano la batteria elettronica, molto di moda in quel periodo, dimostrando così di non essere un gruppo legato al passato, ma capace di adattarsi ai tempi. Tali sonorità, tuttavia, non vennero più utilizzate dal gruppo perché lontane dalle loro tipiche espressioni musicali.
Il brano Hey Nomadi parla di tutti i membri del gruppo (compresi quelli storici) visti da Augusto Daolio.
L'immagine di copertina è un dipinto di Augusto Daolio.

## Tracce
Testi di Chris Dennis, musiche di Beppe Carletti.
1. Il treno della notte   (2' 56")
2. Rotolando va   (3' 22")
3. Casa mia   (3' 05").
4. Il falò   (5' 22")
5. Nella sera   (3' 52")
6. Segnali caotici   (3' 50")
7. Aiutala   (3' 40")
8. Hey Nomadi   (3' 50")

## Formazione
- Augusto Daolio – voce
- Beppe Carletti – tastiera
- Chris Dennis – chitarra, violino
- Dante Pergreffi – basso
- Paolo Lancellotti – batteria